# Eduard Doctor
Eduard Doctor (1911–1918 Eduard Ritter von Doctor; * 17. Februar 1858 in Náchod, Königgrätzer Kreis, Böhmen; † 23. Juni 1926 in Wien) war ein bedeutender böhmischer Textilunternehmer der Österreichisch-ungarischen Monarchie. Nach deren Untergang 1918 befanden sich seine Unternehmen in der Tschechoslowakei, in Italien und im Königreich Jugoslawien.

## Leben
Eduard Doctor entstammte einer Nachoder jüdischen Familie. Seine Eltern waren Herman S. Doctor und Rosalie, geb. Fink (1831–1904). Sein Vater hatte um 1850 in Nachod die Textilfabrik „K. k. Nachoder mechanische Weberei und Appretur Herman S. Doctor“ (tschechisch Textilní továrna Doctor) begründet, die als erste der Nachoder Textilfabriken für den Betrieb der Webstühle Dampfmaschinen eingeführt hatte. 1896 wurden 950 Mitarbeiter beschäftigt.
Nach dem Tod des Vaters 1897 erbten Eduard Doctor und dessen Bruder Moritz Doctor (1860–1929) die hinterlassenen Betriebe in Böhmen und Ungarn. Zwei Jahre später kam es in den Nachoder Textilfirmen Doctor, Mautner, Hitschmann und Pick zu Streiks. Der Streik hatte neben Forderungen nach einer Lohnerhöhung vermutlich auch einen antisemitischen Hintergrund, da zugleich alle jüdischen Geschäfte in Nachod geplündert worden waren. Nachdem die Geschäftsleitung der Firma Doctor auf die Forderungen der Streikenden einging und die Löhne erhöhte, konnte der Streik in der Firma Doctor friedlich beendet werden. Vermutlich deshalb verlegten Eduard und Moritz Doctor ihren Wohnsitz in den nachfolgenden Jahren nach Wien, von wo sie ihre Betriebe leiteten. Für die Geschäftsführung vor Ort setzten sie deutschsprechende Bevollmächtigte ein. Die erzeugten Textilprodukte wurden auf den Balkan, in den Orient, nach Südamerika und in die Schweiz exportiert.
Nach dem Tod ihrer Mutter Rosalie 1904 wurden die Doctor'schen Betriebe aufgeteilt: Alleinbesitzer der Nachoder Unternehmen wurde 1905 Eduard Doctor, dessen Firma nunmehr unter der Bezeichnung „K. k. Nachoder mechanische Weberei und Appretur Eduard Doctor“ firmierte. 1905 erwarb Eduard von Antonín Kočnar eine weitere Weberei in Nachod. Zudem wirkte er als Ordentlicher Rat (Správní rada) für die „Rothkosteletzer und Erlacher Spinnerei und Weberei“. Wegen seines wirtschaftlichen Erfolgs wurde ihm am 21. November 1911 von Kaiser Franz Joseph I. der Titel eines Kommerzienrats sowie der Orden der Eisernen Krone III. Klasse verliehen. Am 5. Dezember 1911 wurde er mit dem Prädikat „Ritter von Doctor“ in den Adelsstand erhoben. 1913 waren 1200 Arbeiter an 1430 Webstühlen beschäftigt. 1913 gründete Eduard Doctor für seine Mitarbeiter einen Sportverein und einen Schachclub. 1917 nahm er seinen Schwiegersohn Dr. Ernst Zucker als Teilhaber in seine Firmen auf.
Während des Ersten Weltkriegs musste die Produktion ab 1916 eingeschränkt werden. Da nicht genügend Rohstoffe zur Verfügung standen, durften Stoffe nur für den Bedarf der Kaiserlichen Armee hergestellt werden. Nach der Gründung der Tschechoslowakei 1918 blieb Eduard Doctor weiterhin im Besitz seiner Unternehmen. 1923 verkaufte er die Zweigstelle in der Nachoder Komenského ulici an den Gummiwarenhersteller Josef Kudrnáč. Zugleich verkaufte er das Wohnhaus am Nachoder Marktplatz.
Eduard Doctor verstarb am 26. Juni 1926 in Wien. Da sein einziger Sohn Friedrich bereits 1915 verstorben war, gelangten die Doctor'schen Textilbetriebe in Nachod an seine Frau Olga, geborene Werthauer (1860–1931). Ab 1930 wurde der Betrieb schrittweise stillgelegt und ab 1933 die Lagervorräte verkauft.
Nach der Sudetenkrise 1938 wurde die Firma Doctor 1940 als jüdischer Besitz beschlagnahmt und arisiert. 1942 wurde der Textilbetrieb eingestellt, das Firmengebäude umgebaut und maschinell gut ausgestattet. Die Fabrikräume wurden der Firma Metallbauwerk Nachod KG Zimmermann, Schilling & Co. zur Verfügung gestellt, die dort für Kriegszwecke u. a. Zubehörteile für die Messerschmitt BF 111, die V1 und die Focke-Wulf hergestellte. Für die Arbeit wurden überwiegend NS-Zwangsarbeiter verpflichtet. Einer von ihnen war der spätere Nachoder Schriftsteller Josef Škvorecký, der diese Zeit in seinen Romanen und seinem Lebenslauf beschreibt. Nach dem Ende des Zweiten Weltkriegs 1945 wurde der ehemals Doctor'sche Betrieb durch die Tschechoslowakei enteignet. 1947 wurde er dem Nachoder Textilverbund „Východočeské bavlnářské zavody“ unterstellt und nach dem Februarumsturz 1948 liquidiert.
Weitere Textilfirmen besaß Eduard Doctor bei seinem Tod 1926 in Maribor (Mariborska tekstilna tvornica – Doctor in drug) und in Preßburg. In Triest war er an einer Transportfirma beteiligt. Geschäftssitz war Wien.
Das Firmenarchiv der Nachoder Firma Doctor für die Jahre 1851 bis 1941 befindet sich in der Sammlung „Náchodská strojní tkalcovna a úpravna, Eduard Doctor, Náchod“ im Staatlichen Archiv Zámrsk.

## Familie
Eduard Doctor war mit Olga Werthauer (1860–1931) verheiratet. Der Ehe entstammten die Kinder:
- Jella / Yella, * 21. April 1884 in Wien, † 1942 in New York, verh. Dukes, geschiedene Goldschmidt;
- Hilda, * 4. Dezember 1885 in Nachod, † 20. November 1925 in Wien, verh. mit Dr. Ernst Zucker[9]
- Friedrich (1887–1815)